# Morbius (película)
Morbius es una película estadounidense de superhéroes basada en el personaje de Marvel Comics del mismo nombre, producida por Columbia Pictures en asociación con Marvel, Arad Productions, y Matt Tolmach Productions y distribuida por Sony Pictures Releasing como la tercera película en el Universo Spider-Man de Sony. Dirigida por Daniel Espinosa y escrita por el equipo de escritura de Burk Sharpless y Matt Sazama, y protagonizada por Jared Leto (quien también se desempeñó como productor ejecutivo de la película) como el Dr. Michael Morbius, junto a Matt Smith, Adria Arjona, Jared Harris, Al Madrigal y Tyrese Gibson. En la película, Michael Morbius y su hermano sustituto Milo (Smith) se convierten en vampiros vivientes después de curarse de una rara enfermedad de la sangre.
Anteriormente hubo dos intentos notables de adaptar el personaje de Michael Morbius a una forma cinematográfica desde 1998, siendo un papel en la franquicia Blade como antagonista y teniendo una película en solitario producida por Artisan Entertainment, ninguno de los cuales llegó a buen término. Después de anunciar planes para un nuevo universo compartido de películas inspiradas en personajes relacionados con Spider-Man comenzando con Venom (2018), Sony comenzó a desarrollar una película basada en Morbius. Sazama y Sharpless habían escrito un guion en noviembre de 2017, y Leto y Espinosa se unieron oficialmente en junio de 2018. El trabajo en la película comenzó a finales de año con más casting, antes de que la producción comenzara en Londres en febrero de 2019. Se confirmó que el rodaje se completó en junio de 2019, y las regrabaciones se realizaron en Los Ángeles el febrero siguiente. Jon Ekstrand fue contratado para componer la banda sonora de la película.
Morbius se estrenó en la Plaza Carso de la Ciudad de México, el 10 de marzo de 2022 y se estrenó en cines en Estados Unidos el 1 de abril, luego de ser retrasado varias veces desde una fecha inicial de julio de 2020, principalmente debido a la pandemia de COVID-19. La película fue un fracaso comercial y de crítica, recibiendo críticas por su escritura, efectos visuales y escenas posteriores a los créditos, aunque la actuación de Smith recibió algunos elogios; la película también recaudó sólo 167,5 millones de dólares en todo el mundo. Se convirtió en tema de memes de Internet burlándose de su recepción y calidad; la popularidad de dichos memes llevó a Sony a relanzar la película en los cines en junio siguiente, lo que supuso otro fracaso comercial. Más tarde recibió cinco nominaciones a los Premios Golden Raspberry, incluido el Peor película, y terminó ganando el Peor actor para Leto y Peor actriz de reparto para Arjona.

## Argumento
En un hospital en Grecia, Michael Morbius (Charlie Shotwell), de 10 años, le da la bienvenida a su hermano sustituto Lucien (Joseph Esson), a quien cambia el nombre a Milo; crea un vínculo debido a la enfermedad de la sangre que comparten y el deseo de ser "normales". Al ver el potencial de Michael, su padre adoptivo y director del hospital Nicholas (Jared Harris) hace arreglos para que Michael asista a la escuela de medicina en Nueva York mientras él se concentra en cuidar a Milo.
Veinticinco años después, Michael (Jared Leto) rechaza públicamente un Premio Nobel por su trabajo con la sangre artificial. Su colega Martine Bancroft (Adria Arjona) descubre que ha capturado en secreto docenas de murciélagos vampiro de Costa Rica con la esperanza de unir sus genes con los suyos para curar su condición. Michael recibe financiación de Milo (Matt Smith) para equipar un barco mercenario privado en aguas internacionales. Aunque funciona, la cura transforma a Michael en un vampiro que mata y drena la sangre del equipo después de que lo ataquen por miedo. Una vez que su sed de sangre disminuye y recupera los sentidos, Michael, horrorizado, borra todas las imágenes del CCTV de su experimento antes de contactar con las autoridades y saltar por la borda.
Michael regresa a Nueva York y descubre que ahora tiene fuerza, velocidad y ecolocalización sobrehumana, y sus murciélagos vampiros lo tratan como a uno de los suyos. Para controlar su sed de sangre, subsiste con su sangre artificial que gradualmente deja de satisfacer sus necesidades. Los agentes del FBI Simon Stroud (Tyrese Gibson) y Al Rodríguez (Al Madrigal) investigan a las víctimas de Michael y deducen su participación. Milo se entera de que Michael está curado, pero se enfurece cuando Michael se niega a curarlo también. Mientras visita a una Martine hospitalizada, Michael encuentra a una enfermera muerta, sin sangre. Creyendo que es el responsable, intenta escapar antes de ser arrestado por Stroud. En prisión, Milo lo visita y Michael se da cuenta de que Milo usó su cura y mató a la enfermera. Michael escapa para enfrentarlo. Un Milo impenitente insta a Michael a aceptar sus poderes como lo ha hecho él. No estando dispuesto a lastimar a su hermano, Michael huye.
Michael se reúne con Martine, adquiere un nuevo laboratorio y desarrolla un anticuerpo contra el vampirismo para detener a Milo; también planea usarlo consigo mismo. Stroud y Rodríguez encuentran imágenes de uno de los ataques de Milo, y creyendo que el vampirismo de Michael se está extendiendo, lo ponen en conocimiento de los medios de comunicación. Nicholas reconoce a Milo y le ruega que se detenga. Enojado por la aparente preferencia de Nicholas por Michael, Milo lo hiere mortalmente; Michael llega demasiado tarde para salvarlo mientras Milo también hiere mortalmente a Martine. Martine muere en los brazos de Michael, obligándolo a beber su sangre. Michael convoca a un ejército de murciélagos para sujetar a Milo e inyectarle el anticuerpo. Milo muere y Michael se va volando con los murciélagos, llorando a sus seres queridos y abrazando su identidad como vampiro fugitivo. Sin que él lo sepa, Martine es resucitada con los ojos rojos, habiendo ingerido una gota de la sangre de Michael mientras este se alimentaba de ella.
En dos escenas de mitad de créditos, Adrian Toomes (Michael Keaton) es transportado al universo de Michael desde el suyo. Suponiendo que Spider-Man es de alguna manera responsable, Toomes se acerca al fugitivo Michael y le sugiere que formen un equipo.

## Reparto
- Jared Leto como Dr. Michael Morbius:
Un científico que padece una rara enfermedad de la sangre cuyos intentos de curarse lo afligen con una forma de vampirismo transgénico,[7][8] adquiriendo habilidades sobrehumanas pero ninguna de las debilidades supersticiosas asociadas con los vampiros. Leto se sintió atraído por la lucha del personaje con su enfermedad y las implicaciones morales de un héroe que tiene sed de sangre.[9] Encontró el papel sorprendentemente desafiante ya que estaba menos centrado en los personajes que sus actuaciones anteriores y más cerca de su personalidad de la vida real, sin requerir su conocido enfoque de método de actuación.[10]
  - Charlie Shotwell como el joven Morbius[11]
- Matt Smith como Lucien / Milo Morbius:
El hermano adoptivo, un hombre rico originalmente llamado Lucien y apodado Milo por Michael (debido a que compartía cama con muchos niños anteriores llamados Milo), que sufre de la misma rara enfermedad de la sangre que él.[12] Cuando Milo adquiere las mismas habilidades que Michael, acepta su identidad como vampiro de todo corazón.[13] Se anunció originalmente que Smith interpretaría a Loxias Crown, pero luego se cambió a un personaje significativamente diferente basado en el propio Michael.[14] Smith se unió a la película, después de rechazar previamente otros papeles de superhéroes, debido a la intervención y aliento hacia el director Daniel Espinosa por parte de Karen Gillan, quien interpreta a Nebula en el Universo Cinematográfico de Marvel (UCM) y que previamente trabajó con Smith en Doctor Who.[15] Espinosa alentó a Smith a realizar una actuación audaz y malvada.[14]
  - Joseph Esson como el joven Lucien.[16]
- Adria Arjona como Dra. Martine Bancroft: Una científica y colega de Michael.[17][18] Arjona dijo que el personaje era "la inteligente de la sala" y se inspiró en la política y activista Alexandria Ocasio-Cortez.[19]
- Jared Harris como el Dr. Emil Nicholas: Un mentor y figura paterna para Michael y Milo que dirige un centro que atiende a personas con enfermedades incurables.[20]
- Al Madrigal como Al Rodriguez: Un agente del FBI que está cazando a Michael, y el compañero de Stroud.[21]
- Tyrese Gibson como Simon Stroud:
Un agente del FBI que está cazando a Michael, y el compañero de Rodriguez.[22][21] Gibson notó que el personaje es blanco en los cómics, y los productores "lo hicieron negro" para elegir al actor. Stroud tiene un "brazo de armas de alta tecnología" en la película, y Gibson lo describió como un superhéroe.[23] Gibson firmó un contrato de tres películas cuando se unió a la película.[24]

Corey Johnson aparece como el mercenario, Sr. Fox, mientras que Michael Keaton hace un cameo en la escena de mitad de créditos como Adrian Toomes / El Buitre, retomando su papel de la película del MCU, Spider-Man: Homecoming (2017). J. K. Simmons filmó un cameo repitiendo su papel de J. Jonah Jameson, pero sus escenas fueron cortadas.

## Producción

### Desarrollo
Artisan Entertainment anunció un acuerdo con Marvel Entertainment en mayo de 2000 para coproducir, financiar y distribuir varias películas basadas en personajes de Marvel Comics, incluido a Morbius, el vampiro viviente. Anteriormente, el personaje debía aparecer en Blade (1998), interpretado por el director Stephen Norrington en un cameo antes de un papel más importante en una secuela. Sin embargo, el personaje fue eliminado de la primera película y no se presentó en Blade II (2002) después de que Norrington decidiera no regresar para esa película. En mayo de 2017, Sony anunció planes para un nuevo universo compartido con propiedades relacionadas con Spider-Man comenzando con Venom en octubre de 2018; este luego se tituló «Sony's Spider-Man Universe» (en español, «Universo Spider-Man de Sony»). En julio, el director de Spider-Man: Homecoming (2017), Jon Watts, expresó interés en presentar a Morbius y Blade en la entonces sin título Spider-Man: Lejos de casa (2019), creyendo que el tono oscuro del personaje podría funcionar bien dentro del Universo cinematográfico de Marvel (UCM). Ese noviembre, Matt Sazama y Burk Sharpless enviaron un guion a Sony para una película de Morbius, después de un "proceso de desarrollo secreto" en el estudio para el personaje. Jared Leto se volvió "poco apegado" para protagonizar el papel principal, pero no se comprometió con la película hasta que estuviera feliz con su dirección; Leto pidió reunirse personalmente con varios candidatos a director.
A fines de abril de 2018, Sony se había acercado a Antoine Fuqua para dirigir la película. El expresó interés en asumir el proyecto y dijo que si iba a hacer una película en el género de superhéroes, querría convertirla en "algo más cercano a lo que me entusiasma". En última instancia, optó por no asumir el proyecto. Otros directores a los que Sony se acercó para negociar incluyen a F. Gary Gray, quien consideró dirigir la película pero finalmente rechazó el rol, y Daniel Espinosa, quien anteriormente dirigió la película Life (2017) para el estudio. En mayo, mientras estaba de gira en Alemania con su banda Thirty Seconds to Mars, Leto se reunió con Espinosa para hablar sobre la película, y ambos fueron confirmados para el proyecto a fines de junio. Avi Arad, Matt Tolmach y Lucas Foster estaban produciendo, y se esperaba que la filmación comenzara a fines de 2018. Se esperaba que Sony encajara la película en su lista de estrenos de Marvel ya establecida.

### Preproducción
Para finales de septiembre, Sony tenía la intención de que la producción de la película se realizara en Atlanta, Georgia, donde Spider-Man: Homecoming (2017) y Venom se produjeron anteriormente, pero todavía no había fijado una fecha de estreno para la película. Cooper Hood, de Screen Rant, opinó que Sony probablemente estaba esperando ver la respuesta a Venom a principios de octubre, y Arad confirmó en ese momento que había entusiasmo en Sony por producir Morbius, especialmente debido a la historia de un "curandero que se convierte en un asesino, y como lidias con [eso?]", Tolmach dijo que el proyecto estaba "muy avanzado" en esa etapa y que ahora planeaban comenzar a filmar a principios de 2019, con la intención de que Morbius fuera la segunda película estrenada como parte del Universo Spider-Man de Sony después de Venom. Añadió que Leto estaba dando la misma "intensidad" a la película que la que le había dado al Joker en Escuadrón suicida (2016). En noviembre, los analistas de taquilla creían que Venom había tenido el éxito suficiente para que Sony siguiera adelante con sus otras películas del Universo Marvel como Morbius, y al final de ese mes el estudio anunció una película de Marvel sin título que se creía que era Morbius con un estreno programado para el 10 de julio de 2020. Adria Arjona entró en negociaciones para interpretar a la protagonista femenina de la película, Martine Bancroft, en diciembre; su participación se confirmó a finales de enero cuando Sony adelantó la fecha de estreno al 31 de julio. En ese momento, Matt Smith también se unió al elenco. Art Marcum y Matt Holloway hicieron contribuciones no acreditadas al guion de la película.

### Rodaje
La fotografía principal comenzó durante la última semana de febrero de 2019 en Londres, bajo el título de producción Plasma. Oliver Wood se desempeñó como director de fotografía de la película. Con el inicio de la filmación, Jared Harris y Tyrese Gibson se unieron al reparto como el mentor de Morbius y un agente del FBI que caza a Morbius, respectivamente, y se reveló que Smith interpretaría al villano Loxias Crown, aunque más tarde se reveló que interpretaría a un personaje original llamado Milo que es similar a Loxias Crown. Se reveló que Harris interpretaría al Dr. Nicholas, un mentor y figura paterna tanto para Michael como para Milo. En marzo, el rodaje tuvo lugar en Northern Quarter, Mánchester, interpretando a la ciudad de Nueva York. Un mes después, Gibson reveló que estaba interpretando a Simon Stroud y que Al Madrigal había sido elegido como su compañero, Alberto Rodríguez. A finales de mes, se creía que Justin Haythe había contribuido al guion de la película. El rodaje estaba programado para 12 semanas, y la productora de Venom, Amy Pascal, dijo en junio que la producción del proyecto "acababa de terminar". La producción también se realizó en Pinewood Studios.

### Posproducción
En septiembre de 2019, Sony anunció un nuevo acuerdo con Disney que extendía un acuerdo anterior para que Marvel Studios y su presidente Kevin Feige produjeran una secuela de Far From Home, manteniendo a Spider-Man en el universo compartido de Marvel, Universo cinematográfico de Marvel (UCM). Como parte del nuevo acuerdo, Feige declaró que en el futuro, el Hombre Araña del UCM podría "cruzar universos cinematográficos" y aparecer también en el propio universo compartido de Sony. Se dijo que esta interacción era "una llamada y respuesta entre las dos franquicias, ya que reconocen los detalles entre las dos en lo que se describiría libremente como un universo detallado compartido". El primer tráiler de la película, lanzado en enero de 2020, incluía una imagen de Spider-Man que los comentaristas equipararon con las películas de Spider-Man dirigidas por Sam Raimi, aunque parecía usarse como una referencia al final de Far From Home. El tráiler también incluyó una breve aparición de Michael Keaton, repitiendo su papel de Adrian Toomes / Buitre de la película coproducida por Marvel Studios, Spider-Man: Homecoming. Algunas de las escenas de Keaton tuvieron que volver a filmarse cuando los eventos representados en Spider-Man: No Way Home (2021) no coincidieron correctamente con Morbius. Keaton admitió que le informaron apresuradamente sobre el motivo de la aparición de su personaje en Morbius, y agregó que "ni siquiera ellos pudieron explicarlo". Ciertos momentos, como Morbius caminando frente a un grafiti de Spider-Man, se agregaron en la película sin el conocimiento de Espinosa, solo para eliminarse en la película final.
Las regrabaciones de la película comenzaron en Los Ángeles a principios de febrero de 2020, y terminaron un mes después, cuando las producciones cinematográficas en los Estados Unidos se detuvieron debido a la pandemia de COVID-19. A finales de marzo, la fecha de estreno de la película se retrasó hasta el 19 de marzo de 2021, debido a que la pandemia cerró los cines en todo el mundo. En enero de 2021, la película se retrasó nuevamente, primero al 8 de octubre de 2021 y luego al 21 de enero de 2022, cuando Sin tiempo para morir se trasladó a la fecha de octubre de 2021. A fines de enero de 2021, Leto reveló que se estaban llevando a cabo nuevas grabaciones a mediados de febrero. El estreno de la película se retrasó una semana más a fines de abril de 2021, pasando al 28 de enero de 2022. A principios de enero de 2022, la película se retrasó hasta el 1 de abril de 2022 debido al éxito de taquilla de Spider-Man: No Way Home (2021) que Sony esperaba que continuara a principios de 2022. Más tarde ese mes, se reveló que Corey Johnson tendría un papel en la película. En marzo, el supervisor de los efectos visuales, Matthew E. Butler reveló que la tecnología de captura de movimiento había sido utilizada por Leto para retratar la forma vampírica de Morbius. Espinosa citó a Pokémon como una influencia en la representación de los poderes de Morbius, destacando específicamente el uso de la luz y el color de la serie para representar los ataques y habilidades de las criaturas.

## Música
Para octubre de 2019, Jon Ekstrand estaba programado para componer la banda sonora de Morbius después de hacer lo mismo con las películas anteriores de Espinosa. La partitura de Ekstrand fue publicada digitalmente por Madison Gate Records, el 8 de abril de 2022.

## Marketing
El avance de la película se lanzó el 13 de enero de 2020. Julia Alexander de The Verge describió la premisa de la película presentada por el tráiler como "ridícula", mientras que Matt Goldberg de Collider sintió que se veía "tonta" y también señaló que la película se parecía mucho a Venom, que reconoció que fue un éxito comercial. Scott Mendelson, que escribe para Forbes, estuvo de acuerdo con la comparación con Venom, que en su opinión fue un buen movimiento de Sony debido al éxito de sus últimas películas de Spider-Man, pero advirtió que Leto puede no tener la misma atracción de taquilla para el público que Tom Hardy le dio a Venom. Gran parte de la discusión en torno al tráiler se centró en la revelación del papel de Keaton y la referencia visual a Spider-Man, lo que generó preguntas sobre la relación de la película con las películas de Spider-Man y el Universo cinematográfico de Marvel en general. Se lanzó un segundo tráiler el 2 de noviembre de 2021 y generó más confusión y especulaciones sobre las conexiones de la película con otras franquicias. Los fanáticos y comentaristas señalaron que el tráiler, además de las películas de Venom, también hace referencia a la trilogía Spider-Man de Sam Raimi, las películas de The Amazing Spider-Man de Marc Webb, y las películas Spider-Man del UCM a pesar de que las tres franquicias están ambientadas en diferentes universos ficticios. Antes del estreno en cines de la película, Espinosa aclaró que Morbius está ambientada en el mismo universo que las películas de Venom del SSU.
En marzo de 2022, Sony comenzó a usar su cuenta promocional de TikTok, TheDailyBugle.net, anteriormente utilizada para Spider-Man: No Way Home, para comercializar Morbius; los videos muestran a Nicque Marina informando sobre eventos relacionados con la película.

## Estreno

### En cines
Morbius tuvo su estreno mundial en la Plaza Carso en Ciudad de México el 10 de marzo de 2022, y en los Estados Unidos, el 1 de abril de 2022, en IMAX y otros formatos grandes prémium. Originalmente, se fijó para su estreno el 10 de julio de 2020, antes de pasar tres semanas después al 31 de julio de 2020. Luego, la película se retrasó debido a la pandemia de COVID-19, primero al 19 de marzo de 2021, luego al 8 de octubre de 2021 y al 21 de enero de 2022, antes de pasar a la fecha del 28 de enero, luego de nuevo al 1 de abril. Sony decidió no estrenar la película en Rusia debido a la invasión rusa de Ucrania de 2022.
La recepción negativa hacia la película generó una cultura irónica de memes que la rodeó de "elogios", lo que llevó a Sony a reestrenarla en 1000 salas el 3 de junio de 2022. Esta reestreno también tuvo un mal desempeño, recaudando solo $280 000 durante el fin de semana.

### Medios domésticos
Sony firmó acuerdos con Netflix y Disney en abril de 2021 por los derechos de su lista de películas de 2022 a 2026, siguiendo las ventanas de cine y medios domésticos de las películas. Netflix firmó derechos exclusivos de transmisión de "ventana de pago 1", que suele ser una ventana de 18 meses e incluía futuras películas de Marvel en el Universo Spider-Man de Sony. Disney firmó por los derechos de "ventana de pago 2" para las películas, que se transmitirían en Disney+ y Hulu, así como en las redes de televisión lineal de Disney. Morbius se lanzó en descarga digital el 17 de mayo de 2022 y en Blu-ray, DVD y 4K Ultra HD el 14 de junio por Sony Pictures Home Entertainment.

## Recepción

### Taquilla
Morbius recaudó $73.9 millones en los Estados Unidos y Canadá, y $93.6 millones en otros territorios, para un total mundial de $167.5 millones.
En Estados Unidos y Canadá, se proyectaba que Morbius recaudaría alrededor de 33 millones de dólares en 4.268 salas en su primer fin de semana, y algunos seguimientos de la industria alcanzarían entre 40 y 50 millones de dólares. La película ganó $17,3 millones en su primer día, incluyendo $5,7 millones de las proyecciones previas del jueves. Luego debutó con $39 millones, terminando primera en taquilla.  En su segundo fin de semana de estreno en Estados Unidos y Canadá, la película recaudó 10,2 millones de dólares y quedó en segundo lugar detrás de Sonic the Hedgehog 2, mientras experimenta una caída del 74%, la segunda peor de todos los tiempos para una película de superhéroes, sólo detrás de Steel (1997), y la peor de todas las películas de superhéroes, que se esperaba que fuera rentable. Cayó al sexto lugar en taquilla en su tercer fin de semana, recaudando 4,7 millones de dólares (una caída de 54%), y cayó al noveno lugar en su cuarto fin de semana con $2,3 millones (una caída del 51%). La película ganó $1,5 millones en su quinto fin de semana, terminando décima. Morbius salió del top diez de taquilla en su sexto fin de semana. El "reestreno" de la película en los cines durante su décimo fin de semana recaudó 310.665 dólares en 1.037 pantallas durante sus primeros tres días.
Fuera de Estados Unidos y Canadá, la película recaudó 44,9 millones de dólares en 62 mercados internacionales en su primer fin de semana, incluidos 2,5 millones de dólares de las pantallas IMAX. Agregó 15 millones de dólares en su segundo fin de semana para un caída del 62%. Agregó $6,7 millones en el tercer fin de semana, $3,3 millones en el cuarto, y $1,6 millones en su quinto.
El 3 de junio de 2022, Sony anunció que la película regresaría a 1000 salas de cine semanas después de su estreno inicial en cines y digital. Esto se atribuyó en gran medida a la afluencia de atención a la película por parte de los memes de Internet en las semanas anteriores. Esta decisión también fue recibida con críticas de varios medios, que especularon que el estreno se debió a que Sony desconocía que la tendencia en Internet no se debía a una legítima admiración popular hacia la película. Tras su reestreno, la película tuvo un desempeño muy pobre, ganando solo $85,000 el día de su estreno, y muchos medios afirman que la película un fracaso por segunda vez. Después de una deprimente actuación de fin de semana de 300.000 dólares en su reestreno (un promedio de 289 dólares por sala), Sony retiró la película por completo de los cines; fue la decimocuarta película más taquillera a nivel nacional durante su breve período de reestreno.

### Respuesta crítica
El sitio web de agregación de reseñas Rotten Tomatoes informó un índice de aprobación del 15% según 285 reseñas, con una calificación promedio de 3.8/10. Su consenso crítico dice: "Maldita con efectos no inspirados, actuaciones de memoria y una historia límite sin sentido, este lío adyacente a Spidey es un intento venoso de hacer que Morbius suceda". Se ubica como la película de superhéroes número 16 con peores críticas en el sitio. Metacritic asignó a la película una puntuación media ponderada de 35 sobre 100 basado en 55 críticos, indicando "reseñas generalmente desfavorables". Indo-Asian News Service describió la película como "completamente devastada" por los críticos, y Variety informó que la recepción fue "Cómicamente mala". Jonathon Crump de Manchester Evening News informó que las primeras críticas de la película son, en el mejor de los casos, mixtas, aunque señaló que algunos críticos "elogiaron la actuación" en la película, incluida la actuación de Leto". Ellise Shafer de Variety también dijo que, si bien las críticas fueron negativas en general, Smith "recibió algunos elogios por su actuación". El público encuestado por CinemaScore le dio a la película una calificación promedio de "C+" en una escala de A+ a F, mientras que los de PostTrak le dio un puntaje positivo del 62% (con un promedio de 2.5 de 5 estrellas), y el 100% dijo que definitivamente la recomendaría. La puntuación C+ es la segunda peor de cualquier adaptación de Marvel, por delante de sólo 4 Fantásticos (2015).
Al revisar la película para Collider, Emma Kiely sintió que "el problema central de Morbius es un guion perezoso y poco inspirador" y agregó que "no se le da peso ni profundidad a ningún personaje". También señaló que hay "poco humor" en la película y "cuando intenta hacer una broma irónica, falla miserablemente." Barry Hertz de The Globe and Mail criticó la película y dijo que "no tiene encanto, es incoherente, fea y tan agresivamente estúpida que desafía cualquier intento de meterla en la caja desesperada del 'placer culposo'." Wendy Ide de The Observer le dio a la película 1 de 5 estrellas, calificándola de "un corte incoherente de Marvel con temática vampírica". Hannah Strong de Little White Lies también le dio a la película 1 de 5 estrellas, describiéndola como "un cine tedioso y sin alma". Richard Roeper del Chicago Sun-Times premió a la película con 2 de 4 estrellas, diciendo: "Parece que Morbius pronto podría cruzarse con Spider-Man en un universo u otro, pero eso sería un gran paso adelante para él, porque su vehículo introductorio se parece más a una película de vampiros promedio de los años 90." Mick LaSalle del San Francisco Chronicle otorgó a la película un 3 sobre 4 y la calificó de "enérgicamente fascinante" y un "antídoto perfecto contra la hinchazón The Batman". Chris Bumbray de JoBlo.com le dio a la película un 6 sobre 10 y la calificó como "un comienzo bastante decente para la última incorporación al Universo Spider-Man de Sony" y al mismo tiempo elogia la cinematografía y los "aspectos de terror" de la trama.
Leah Greenblatt de Entertainment Weekly le dio a la película una calificación B, diciendo que Leto "toca las notas correctas de miedo y anhelo en una actuación sorprendentemente comedida".  Stephanie Zacharek de Time elogió la actuación de Leto escribiendo que tiene una "vulnerabilidad que vibra silenciosamente". David Rooney de The Hollywood Reporter dijo que la película "sólo intermitentemente iguala la intensidad" de la actuación de Leto y escribió: "Es una lástima que esta salva inicial se tome demasiado en serio como para divertirse mucho con el caos, a pesar del potencial en el diabólico giro de Smith para la divertida interacción entre los antagonistas." Matt Donato de IGN, quien otorgó a la película un 5 sobre 10, elogió la actuación de Smith por proporcionar una "colorido que la película necesita desesperadamente", diciendo que su "extravagancia y espíritu es la antítesis del genio tristemente severo de Leto, que es una comparación decidida pero ineficiente", y comparó desfavorablemente la actuación solemne de Leto con la actuación "campy" de Tom Hardy en las películas de Venom".
Las escenas poscréditos también fueron objeto de un intenso escrutinio y se convirtieron en una broma a los ojos del público en general debido al fan service fallido, la explicación y el diálogo confusos e incoherentes. Kate Erbland de IndieWire declaró: "Esto es algo confuso, y la aparición de Keaton en un par de escenas [a mitad de créditos] hace poco para ayudar a la sensación de que Morbius es mayormente incoherente, o al menos muy en desacuerdo con lo que sea que esté tratando de decir." Julia Glassman de The Mary Sue encontró la revelación general débil y afirmó: "Estoy empezando a preguntarme si Sony simplemente... no entiende el objetivo de las escenas [a mitad de los créditos]." Cathy Brennan de Time Out, consideró que los "intentos" de la película de "cortejar a la audiencia ofreciendo una conexión potencial" con Spider-Man del MCU es "el peor tipo de fan service no merecido en una película tan mediocre".

#### Otras respuestas
En agosto de 2022, Matt Smith dijo sobre la recepción de la película: "Sí, fue arrojada debajo del autobús.. Pero simplemente hay que aceptarlo. ¿Qué más se puede hacer? Es una película, al fin y al cabo, no estamos salvando vidas. Por alguna razón, no funcionó del todo y... es lo que es". En septiembre de 2024, Jared Harris dijo que aceptó su papel en la película para pagar una hipoteca y agregó: "He observado que ese tipo de películas funcionan bien si tienes sentido del humor. No puedes tratarlas como si fueran Shakespeare. Así que sí, esa película podría haber tenido un sentido del humor más travieso".
Dos años después del estreno de la película, Espinosa expresó su arrepentimiento por haberla realizado, afirmando: "Hacer una película a través de un comité, creo, es muy difícil, y al final sentí que tal vez un director diferente hubiera sido más adecuado".

### Reconocimientos
En los 43º Premios Golden Raspberry, Morbius recibió nominaciones a la Peor película, Peor director y Peor guion; y ganó Peor actor y Peor actriz de reparto.

### Memes en internet
Debido a su mediocre desempeño en taquilla y su severa recepción crítica, Morbius inspiró varios memes de Internet. Polygon escribió que la película se convirtió en "una especie de hate watch" (intención de divertirse con la burla de su contenido o tema), colectivo en Internet, en el que los fanes compartían memes shitposts que irónicamente elogiandola. Después de su estreno, el hashtag «#MorbiusSweep», que en broma afirmaba que Morbius era la película de mayor éxito financiero y crítico de todos los tiempos, comenzó a ser tendencia. Las afirmaciones incluyeron que la película se convirtió en la primera en vender más de un billón de entradas, la primera en ganar más de "morbillones" de dólares, en recibir un índice de aprobación imposible del 203% o más (y un índice de audiencia igualmente imposible del 142% o más) de Rotten Tomatoes, y una captura de pantalla editada de la página de Wikipedia que cubre la películas más taquilleras, con Morbius supuestamente habiendo recaudado 352,9 mil millones de dólares. Un ejemplo afirmaba que Martin Scorsese, quien previamente había declarado que las películas de superhéroes no eran cine, había cambiado de opinión después de ver la película; Esta cita falsa fue compartida en Instagram por el actor de Morbius, Tyrese Gibson y luego eliminada, lo que los periodistas atribuyeron a Gibson creyendo que era genuina.
La película recibió un resurgimiento de los memes de Internet luego de su lanzamiento en video on demand, y muchos involucraban el eslogan falso en inglés: «it's Morbin' time», un juego de palabras con el eslogan de Power Rangers, «it's Morphin' time», y/o el eslogan de Ben Grimm, «It's Clobberin' Time», en español: ¡Es hora de dar una paliza!. Los usuarios del servidor oficial de Discord de la película se llaman a sí mismos «Morbheads», y los usuarios participan en «Morbin» en varios servidores de Discord distribuyendo copias pirata. Una gran cantidad de canales en el servicio de transmisión en vivo de Twitch comenzaron a albergar ilegalmente la película completa en repetición; un canal, Morbius247, fue "baneado" después de adquirir miles de seguidores. La piratería de Morbius se extendió a otras plataformas, incluido Twitter, donde la película completa se publicó en una serie de 52 videos de dos minutos de duración, se comprimió en un video de 30 segundos de duración y se copió y pegó el guion completo en tuits individuales. En Tumblr, la película completa se comprimió en un minúsculo archivo GIF y se difundió ampliamente. Además, publicaciones virales de noticias falsas que afirman que se había dado luz verde a una secuela de Morbius como resultado de los memes de Internet difundidos en Twitter, encabezando «Morbius 2» como tendencia en el sitio web, además de la frase "it's Morbin' time" como tendencia en Twitter durante una semana.
Leto, en respuesta a los memes, tuiteó «What time is it?», en español: ¿Qué hora es? y un vídeo de 19 segundos donde fue "captado" leyendo un guion titulado Morbius 2: It's Morbin' Time "escrito" por él mismo bajo el seudónimo Bartholomew Cubbins. Tras el fracaso financiero del reestreno, se inició una petición en Change.org para que la película volviera a los cines por tercera vez con el argumento de que "estábamos todos ocupados ese fin de semana".

## Futuro
En enero de 2021, Leto dijo que existía la posibilidad de que Morbius apareciera junto al personaje Blade en un futuro proyecto, con Mahershala Ali en ese papel para el Universo cinematográfico de Marvel. Ese diciembre, al discutir la introducción del multiverso en Spider-Man: No Way Home (2021), Leto dijo que había potencial para más cruces con su personaje en películas futuras. Tom Holland también expresó interés en ver su versión de Spider-Man luchando contra Morbius en el futuro, mientras que los productores Kevin Feige y Amy Pascal confirmaron interés en una posible película protagonizada por Leto y Ali. En marzo de 2022, Leto también expresó interés en una futura película con Morbius junto a Venom, interpretado por Tom Hardy. Durante CinemaCon 2022, Sony anunció numerosos proyectos de Marvel. Algunos medios señalaron que si bien se anunciaron Venom: The Last Dance (2024) y Spider-Man: Beyond the Spider-Verse (2024), pero no hubo ningún anuncio para una secuela Morbius, lo que deja el futuro del personaje en duda. En diciembre de 2024, se informó que Kraven the Hunter sería la última película del Universo Spider-Man de Sony, poniendo fin a cualquier posibilidad de una secuela de Morbius.